# 連邦金融銀行
連邦金融銀行（れんぽうきんゆうぎんこう、Federal Financing Bank、FFB）は、アメリカ合衆国財務省長官の監督下で1973年にアメリカ合衆国議会によって設立された米国政府法人である。
FFBは、連邦政府による借り入れ、および連邦政府による公的借り入れのコストを一元化し、削減するために設立された。また、予算外の資金調達が政府証券市場に殺到し、財務省証券と競合するさまざまな政府保証証券が市場に溢れた際に発生する連邦予算管理の問題に対処するために設立された。現在、連邦金融銀行は、連邦機関が発行、販売、または保証するあらゆる債務を購入する法定権限を有しており、完全に保証された債務が効率的に資金調達されることを保証している。
2022年9月現在、FFBの資産は857億ドル、負債は791億ドルで、純資産は65億ドルであった。 

### 根拠法、関連法
- 連邦規則集 タイトル12 銀行および銀行業務（英語版）